# Kornis Elemér (országgyűlési képviselő)
Vitéz Kornis Elemér gróf (Jakabháza, Vas vármegye, 1890. január 27. – Keszthely, 1953. július 22.) magyar földbirtokos, mezőgazdász, Zala vármegyei helyi politikus,  országgyűlési képviselő (1939–1944).

## Élete
Az egykor önálló, ma Szentgotthárdhoz tartozó Jakabházán született római katolikus vallásban, 1890-ben. Középiskolai tanulmányait a szombathelyi római katolikus főgimnáziumban végezte, majd 1912-ben a magyaróvári gazdasági akadémián szerzett mezőgazdászi oklevelet. Nem sokkal az akadémia elvégzése után katonai szolgálatra vonult be, ahol Szombathelyen teljesített szolgálatot, a volt közös 5. ulánus ezred kötelékében.
Az első világháború kitörésekor mint tartalékos zászlós vonult a hadszíntérre. Részt vett a Lemberg környéki harcokban, de Szerbiában, Montenegróban és az olasz hadszíntéren is sok ütközetben vett részt. Harctéri érdemeiért és bátor magatartásáért már 1914 decemberében, soron kívül tartalékos hadnaggyá léptették elő. 1916 tavaszán betegség miatt hazatért, de felgyógyulva, még azon a nyáron visszautazott az orosz frontra, ahonnan később az olasz harctérre került; ott érte a háború befejezésének híre is.
Bátor és hősies magatartásáért többször is kitüntették: részesült hadseregparancsnoki dicséretben, megkapta a bronz, majd a nagy ezüst Vitézségi Érmet, a bronz és ezüst Signum Laudist a kardokkal és a Károly-csapatkeresztet; tulajdonosa lett a sebesülési éremnek és a másodosztályú Vöröskereszt-díszjelvénynek. Jóval később – 1932-ben – Horthy Miklós kormányzótól elnyerte a vitézi címet is. Mivel a korábban szerzett betegségén felül a bainsizzai fennsíkon egy ütközet közben gránátszilánk-sérülés is érte, a háború végén összességében 75 %-os hadirokkanttá nyilvánították.
A háború után elsősorban Zala vármegye társadalmi és politikai életében viselt különböző funkciókat. Tagja volt a vármegye törvényhatósági bizottságának, társelnöke volt a sümegi járási mezőgazdasági bizottságnak, a sümeg-zalaszentgróti választókerületben pedig másfél éven át a Nemzeti Egység Pártja kerületi elnöke volt. Az 1939. évi általános választásokon az időközben kissé átalakult és névváltoztatáson átesett párt, a Magyar Élet Pártja programjával országgyűlési képviselővé is választották, a sümegi választókerületben.